# Karperó
Karperó är en ort i Grekland.   Den ligger i prefekturen Nomós Grevenón och regionen Västra Makedonien, i den centrala delen av landet, 280 km nordväst om huvudstaden Aten. Karperó ligger 478 meter över havet och antalet invånare är 700.
Terrängen runt Karperó är huvudsakligen kuperad, men den allra närmaste omgivningen är platt. Runt Karperó är det glesbefolkat, med 11 invånare per kvadratkilometer. Närmaste större samhälle är Deskáti, 15,9 km öster om Karperó. Omgivningarna runt Karperó är en mosaik av jordbruksmark och naturlig växtlighet.